# Ioan Munteanu (deputat)
Ioan Munteanu (n. 7 august 1949, Războieni, România) este un politician român, fost deputat în județul Neamț din partea Partidului Social Democrat (PSD) în perioada 17 decembrie 2004 - 23 ianuarie 2018, când a demisionat, fiind înlocuit de Viorel Stan. 
În cadrul partidului, a fost președinte al PSD Neamț.

## Activitatea
- 2004 - 2018 - deputat în Parlamentul României
- 2003 - 2004 - prefect al județului Neamț
- 2001 - 2003 - consilier Ministerul Administrației Publice
- 2000 - 2001 - viceprimar Primăria Municipiului Piatra Neamț
- 1990 - 1997 -  director Oficiul de cadastru al județului Neamț

Ioan Munteanu a fost declarat de către Institutul de Politici Publice „Cel mai bun parlamentar din Moldova” în anii 2006 și 2007.
În cadrul activității sale parlamentare, Ioan Muntean a fost membru în următoare grupuri de prietenie parlamentare:
- în legislatura 2004-2008: Republica Macedonia, Australia, Republica Turcia;
- în legislatura 2008-2012: Republica Lituania, Republica Turkmenistan, Republica Populară Chineză, Republica Cipru;
- în legislatura 2012-2016: Regatul Bahrein, Republica Macedonia, Republica Federală Germania;
- în legislatura 2016-2020: Republica Populară Chineză, Elveția, Republica Federală Germania.

### Acuzații de corupție
La data de 26 mai 2017, Direcția Națională Anticorupție a dispus trimiterea în judecată sub control judiciar a lui Ioan Munteanu sub acuzația de trafic de influență și spălare de bani. Acesta este suspectat că ar fi primit 400.000 euro de la un om de afaceri pentru a înlesni acestuia contracte comerciale. Pe 10 mai 2023 Curtea de Apel București a constatat definitiv prescripția răspunderii penale în cazul lui Ioan Munteanu